# Omari Jones
Omari Jones (/oʊˈmɑːriː/; Orlando, 7 de novembro de 2002) é um pugilista estadunidense.

## Carreira
Omari Jones nasceu em Orlando, no estado da Flórida. Ele cresceu praticando várias artes marciais; começando com aulas de caratê aos 4 anos, seguido de boxe aos 8 anos. Treinado por seu pai, Karl Jones, é aluno do Valencia College. Ele competiu no Campeonato Mundial de Boxe AIBA de 2021, ganhando a medalha de prata na divisão dos meio-médios.
Nos Jogos Olímpicos de Verão de 2024, em Paris, conquistou a medalha de bronze na disputa de peso meio-médio (até 71 kg).